# Lijst van Europarlementariërs voor GroenLinks-PvdA
Een overzicht van alle Europees Parlementsleden voor GroenLinks-PvdA. Op 13 februari 2025 gingen de delegaties van de twee partijen samen verder onder leiding van Bas Eickhout.
| Europees Parlementslid | Begindatum       | Einddatum | Fractie     | Partij     |
| ---------------------- | ---------------- | --------- | ----------- | ---------- |
| Mohammed Chahim        | 13 februari 2025 |           | S&D         | PvdA       |
| Bas Eickhout           | 13 februari 2025 |           | Groenen/EVA | GroenLinks |
| Marit Maij             | 13 februari 2025 |           | S&D         | PvdA       |
| Thijs Reuten           | 13 februari 2025 |           | S&D         | PvdA       |
| Kim van Sparrentak     | 13 februari 2025 |           | Groenen/EVA | GroenLinks |
| Tineke Strik           | 13 februari 2025 |           | Groenen/EVA | GroenLinks |
| Catarina Vieira        | 13 februari 2025 |           | Groenen/EVA | GroenLinks |
| Lara Wolters           | 13 februari 2025 |           | S&D         | PvdA       |